# Hampus Finndell
Hampus Finndell (Västerås, 6 juni 2000) is een Zweeds voetballer die als middenvelder voor Viking FK speelt. Zijn oudere zus Evelina Finndell was ook actief als profvoetballer.

## Carrière
Hampus Finndell speelde in de jeugd van IF Franke en IF Brommapojkarna, waarna hij in 2016 naar de jeugdopleiding van FC Groningen vertrok. Hij tekende een contract voor drie jaar, en debuteerde in 2017 met Jong FC Groningen in de Derde divisie Zaterdag. Na anderhalf seizoen vertrok hij vanwege privé-omstandigheden bij Groningen zonder in het eerste elftal te debuteren, en ging terug naar Zweden om bij Djurgårdens IF te spelen. Findell debuteerde voor Djurgårdens op 12 maart 2018, in de met 1-0 gewonnen bekerwedstrijd tegen BK Häcken. Verder kwam hij in het seizoen 2018 niet in actie, het seizoen erna kwam hij tot hij drie invalbeurten in de Allsvenskan. In het seizoen 2020 werd hij verhuurd aan Dalkurd FF, waar hij op het tweede niveau van Zweden vaker in actie kwam. Na zijn terugkeer bij Djurgårdens werd hij een vaste waarde. In 2024 werd hij verhuurd aan het Duitse Eintracht Braunschweig. Na de verhuurperiode trok hij naar het Noorse Viking FK.

### Statistieken
| Seizoen                    | Club                     | Land           | Competitie             | Competitie | Competitie | Beker | Beker | Overig | Overig | Totaal | Totaal |
| Seizoen                    | Club                     | Land           | Competitie             | Wed.       | Dlp.       | Wed.  | Dlp.  | Wed.   | Dlp.   | Wed.   | Dlp.   |
| -------------------------- | ------------------------ | -------------- | ---------------------- | ---------- | ---------- | ----- | ----- | ------ | ------ | ------ | ------ |
| 2016/17                    | Jong FC Groningen        | Nederland      | Derde divisie zaterdag | 1          | 0          | –     | –     | –      | –      | 1      | 0      |
| 2017/18                    | Jong FC Groningen        | Nederland      | Derde divisie zaterdag | 4          | 0          | –     | –     | –      | –      | 4      | 0      |
| 2018                       | Djurgårdens IF           | Zweden         | Allsvenskan            | 0          | 0          | 1     | 0     | –      | –      | 1      | 0      |
| 2019                       | Djurgårdens IF           | Zweden         | Allsvenskan            | 3          | 0          | 1     | 0     | –      | –      | 4      | 0      |
| 2020                       | → Dalkurd FF             | Zweden         | Superettan             | 24         | 0          | 4     | 0     | 1      | 0      | 29     | 0      |
| 2021                       | Djurgårdens IF           | Zweden         | Allsvenskan            | 26         | 3          | 5     | 0     | –      | –      | 31     | 3      |
| 2022                       | Djurgårdens IF           | Zweden         | Allsvenskan            | 27         | 5          | 3     | 0     | 11     | 2      | 41     | 7      |
| 2023                       | Djurgårdens IF           | Zweden         | Allsvenskan            | 24         | 5          | 6     | 1     | 4      | 0      | 34     | 6      |
| 2023/24                    | → Eintracht Braunschweig | Duitsland      | 2. Bundesliga          | 9          | 0          | 0     | 0     | –      | –      | 9      | 0      |
| Carrièretotaal             | Carrièretotaal           | Carrièretotaal | Carrièretotaal         | 118        | 13         | 20    | 1     | 16     | 2      | 154    | 16     |
| Bijgewerkt op 17 juli 2024 |                          |                |                        |            |            |       |       |        |        |        |        |